# شهدخوار سبز کوچک
شهدخوار سبز کوچک (نام علمی: Anthreptes seimundi) نام یک گونه از تیره شهدخواران است.